# Zosmotes plumula
Zosmotes plumula är en skalbaggsart som beskrevs av Francis Polkinghorne Pascoe 1865. Zosmotes plumula ingår i släktet Zosmotes och familjen långhorningar. Inga underarter finns listade i Catalogue of Life.